# إلير لطيفي
إلير لطيفي (بالسويدية: Ilir Latifi؛ مواليد 28 يوليو 1983) هو مُقاتل فنون قتالية مختلطة سويدي.

## وصلات خارجية
- إلير لطيفي على موقع يو إف سي (الإنجليزية)
- إلير لطيفي على موقع شيردوغ (الإنجليزية)
- إلير لطيفي على موقع Tapology.com (الإنجليزية)
- إلير لطيفي على موقع IMDb (الإنجليزية)
- إلير لطيفي على موقع قاعدة بيانات الفيلم (الإنجليزية)